# 普庵派
普庵派 與閭山派是臺灣民間信仰的重要流派之一，盛行於澎湖、高雄、屏東、台南、彰化沿海等地區，其祖師不同地區流派有其不同說法，但皆同為普庵祖師，主佛道雙修並著重禪學及神通力而衍生的傳統民間法教信仰，重視於道法上的神咒、符籙、結印等科儀。

## 濫觴
普庵派，是區域色彩較濃的民間信仰，法術、符令等傳承僅門內弟子所知 民間少有流傳 ；著重祭典儀式與法術。
普庵派以佛教禪宗普庵印肅信仰為基底，著重其禪學及神通力的方面，儀式授道於藏傳佛教之影響，並吸收了道教正一道、印度信仰或密宗中的瑜伽派、伽俐派、儒家經典等理論與思想。
教派具強包容性，廣納各宗教派別神佛，主要以各種法事、符籙、結印，為人消災除厄。由於普庵教主的神通性，具有無限化身，故其造像有多種：有比丘像、法師像、道士像、將軍像、帝王像等。不同地區與各流派對於祖師源由說法不一。

## 澎湖小法流派

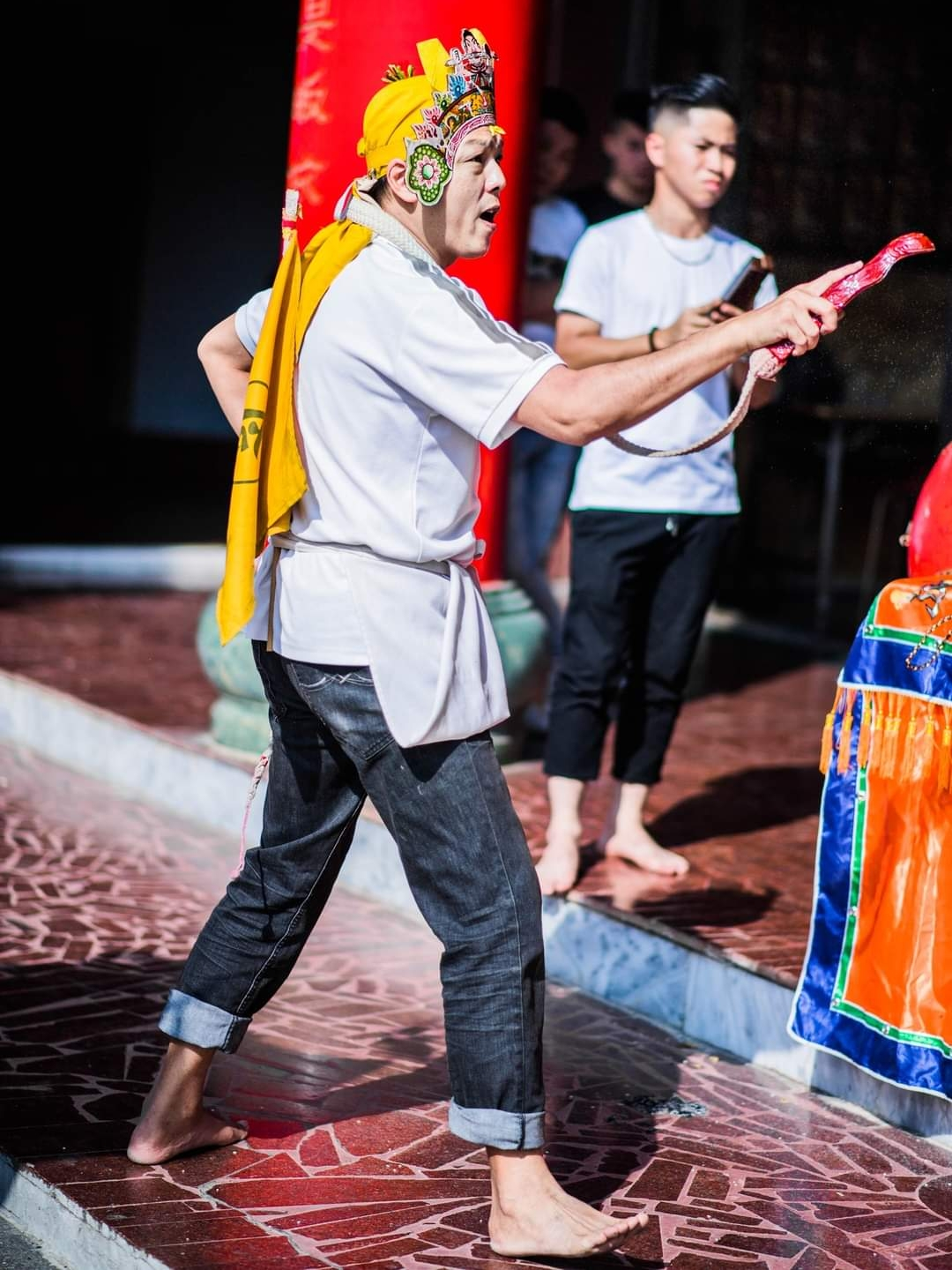
普唵派澎湖法師

簡史：多稱為普唵派、普唵教門、普唵法門，盛行於澎湖、高雄、屏東。據說摩呢祖師生於漢代，江姓摩呢為其名。江摩呢幼失怙恃，流浪至莆田縣城被一姓聰名宋理的殷商收留，摩呢因工作勤懇而受東主信任賦予管帳之重責。有一日出外收帳為匪人偵悉，埋伏途中將其打成重傷並劫走銀兩。摩呢手腳盡斷，奄奄一息之際為太上老君所救，因老君與其有師徒之緣。老君餵其仙丹後，雖救其性命，四肢之傷殘已難復原。其後江摩呢在崑崙山與老君學法三年；三年後老君以緣分已盡遣其下山，臨行前贈予「三壇龍書」一冊，以及法寶三件：五雷一塊、柴胡一枝，青蛇索一條，並囑曰：「此龍書內中有妙，五雷一響，神兵各到，柴胡一散，天清地靈，蛇索一響，諸邪心驚」。摩呢下山後被呂山收留，為答其隆情高義，乃將道祖所授之法及三寶一一傳與呂山。其後呂山之僕姓風名普唵者透過其妻李秀娥習得呂山法，後來各自成一教門，傳法授生徒，流傳至今，稱為呂山大教主及普唵大教主，因此澎湖地區呂山派及普唵派等同傳說之摩呢派。

- 法師裝扮及法器簡要

1.頭鍪，又稱兜鍪、頭眉、頭牌，小法行法之時，額頭上綁縛之物，造型為武將頭盔樣式，澎湖小法所使用材質多為皮革製成。
2.頭巾，分別有青、紅、白、黑、黃五色，代表東、南、西、北、中五營，另有領令者與中營同為黃色。
3.水裙，通常由兩塊相連之長方形白布繫於法師腰上，澎湖普唵派法師行法時則大多反折成三角形。
4.令旗，又稱手令"'，小法行法時手執令旗用以請神召營等，為三角型 分別有青、紅、白、黑、黃五色，代表東、南、西、北、中五營，另有領令者為四角形與中營同為黃色。
5.淨鞭，又稱松鞭、法索，小法行法時以淨鞭發出聲響，用以請神、驅邪、押煞等。
- 行法樂器

1.鼓，有大鼓及手鼓兩種，大股有鼓架，係在廟中作法時使用；手鼓係有一木柄的小鼓，繞境巡行時使用。
2.金，即指響鑼。
3.奉旨，係由2塊長方木互擊發聲的響板。
特殊科儀
1.吹，即指嗩吶。
2.鏪，即指鈸。
：
- 傳承廟宇： 東甲北極殿、文澳祖師廟、東衛天后宮、高馬北極殿、大港埔祖師廟、 鼎灣開帝殿、成功天軍殿、高雄天軍殿、 案山北極殿、沙港廣聖殿、 中屯永安宮、菜園東安宮、烏崁靖海宮、鳥嶼福德宮、 合界威揚宮、大池治安宮、 潭邊東明宮、府城開帝殿開興堂、高案北極殿、高雄東安宮
- 著名法師：

林石頭 洪合義 呂進成 藍朝聘 陳明吉 呂國千

## 黑頭小法流派
簡史：

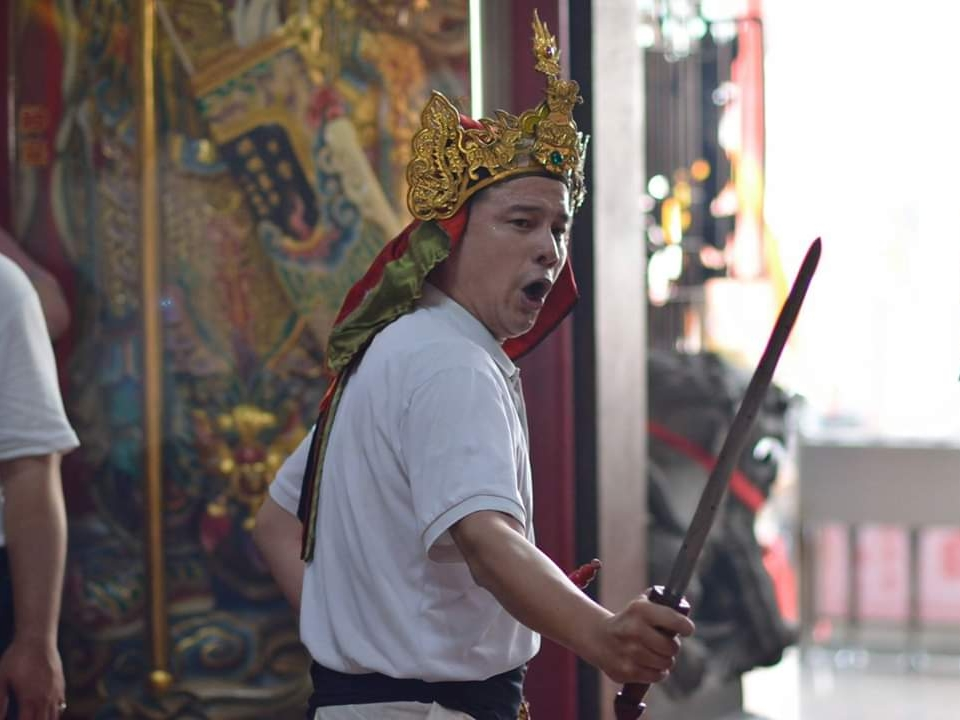
普庵派黑頭法師

普庵黑頭法流派主盛行於台南高雄地區，多稱為普庵派、普庵法教"'，為澎湖籍高松法師自澎湖傳自至府城，以澎湖普庵派三壇法結合府城道士靈寶派及閭山紅頭小法後自成一門，尊奉教主為南泉普庵印肅禪師，流派法壇以祀奉七祖仙師為主。
- 法師裝扮及法器簡要

1.頭眉，又稱額眉、法眉、法師眉，和字法脈有其特有版型
2.頭巾
其頭巾顏色並非各自分立，而是五色和一的五色巾。
3.八卦衣
法師行法時大多著八卦衣（文裝），調營等科儀著水裙（武裝）亦有著正一派高功道士之絳衣（面聖朝服）。
- 行法樂器

普庵黑頭法派的樂器是由鼓（法鼓）、鑼（明鑼）、巴鈴組成
鼓，特指八角鼓，由一長木柄串起內凹八角形的皮鼓，是府城地區最先發展出之鼓種，被府城和意堂派所採用。
鑼，銅鑼也，府城和意堂派多稱之明鑼。
巴鈴，又稱串鈴、虎撐，為銅製的中空圓環，內有銅珠數粒，藉由搖擺而發出｢沙沙｣聲響。
- 傳承廟宇：

台南開臺聖地三老爺宮（震玄壇）、府城下太子和意堂、高雄旗津旗和堂、臺南和玄堂、府城和元堂、鼎金北極殿、旗津玄聖堂、左營開基仁濟宮、
- 傳承法師：                                                                       高松 連吉成 王炎山 許銘楠 孫明璋 王正裕 王昇洋 車宏彬
- 連吉成法脈傳承樹狀圖
- [12]

## 紅頭小法流派

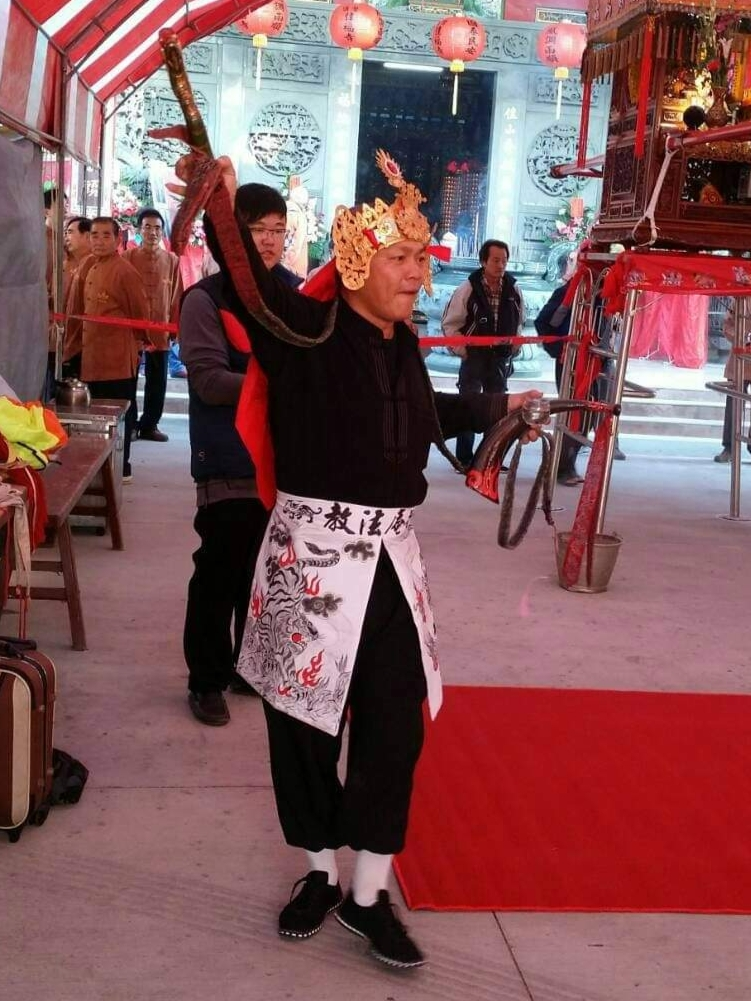
普庵派紅頭法師

簡史：普庵紅頭法流派主盛行於彰化沿海地區，與黑頭派同稱為普庵派、普庵法教"'以三壇法自創一門流傳至今，最初流傳來由已不可考，尊奉普庵印肅禪師為教主，以和美鎮為大本營。
- 法師裝扮及法器簡要

1.古龍頭金鞭聖者
又稱淨鞭相傳普庵教主特賜古龍贈與普庵派弟子為金鞭
2.長方形黑色令旗
3.頭眉，又稱額眉、法眉、法師眉
有時以不配戴或以頭巾代之。
4.頭巾與頭眉一同配戴則為倒三角型紅色頭巾，無配戴頭眉者則以紅巾綁頭。
- 行法樂器

普庵紅頭法派的樂器是由鼓（宋江鼓）、鑼、鈸組成
鼓 即指宋江鼓 目前以民間法教僅普庵紅頭法派使用，來由不詳。
鑼 為小平鑼。
鈸 為小鈸。
- 傳承廟宇：

和美平安宮、和美天福宮、和美普道院、和美聯興宮、和美太子宮、和美近天宮、和美集聖宮、和美嘉佑宮、和美保安宮、和美武皇宮、線西聖德宮、線西漢威殿、和美五雷宮 (道法二門)、   和美天師龍門 (道法二門)、和美普庵壇、
- 著名法師

劉阿弟 林炫龍 王振成 劉建成 周儀君